# Av häpnad och undran jag stannar
Av häpnad och undran jag stannar är en fyra verser lång sång med text skriven före 1880 av W. F. Crafts. Den sjungs till en engelsk melodi med nummer 109 i Frälsningsarméns Musikjournal. Verserna är 4-radiga, liksom refrängen, vilken lyder:
Se, Jesus borttagit min synd,
och blodet har tvagit mig ren.
Jag tröstar på Jesus i allt;
min vilja är endast min Guds.

## Publicerad i
- Musik till Frälsningsarméns sångbok 1907 som nr 109.
- Fälttågs-Sånger 1916-1917 som nr 52 under rubriken "Ägande".
- Frälsningsarméns sångbok 1929 som nr 105 under rubriken "Helgelse - Helgelsens verk".
- Frälsningsarméns sångbok 1968 som nr 127 under rubriken "Helgelse".
- Frälsningsarméns sångbok 1990 som nr 386 under rubriken "Helgelse".
- Sångboken 1998 som nr 3.